# La Flûte enchantée
Die Zauberflöte
Pour les articles homonymes, voir La Flûte enchantée (homonymie).
Versions successives
- 20 août 1801 : Création française sous le titre Les Mystères d'Isis à l’Opéra de Paris
- 21 mai 1829 : Création française de la version originale au Théâtre-Italien

Personnages
- Tamino, prince (ténor)
- Papageno, oiseleur (baryton)
- La Reine de la nuit (soprano colorature)
- Pamina, sa fille (soprano)
- Trois dames, émissaires de la Reine de la Nuit (2 sopranos, 1 contralto)
- Sarastro, Grand-Prêtre du Royaume de la Lumière (basse profonde)
- Monostatos, son serviteur maure (ténor)
- Trois garçons (2 sopranos, 1 alto masculins)
- L'Orateur (basse)
- Papagena, promise de Papageno (soprano)

Airs
- Air de Papageno « Der Vogelfänger bin ich ja » (acte I)
- Air de Tamino « Dies Bildnis ist bezaubernd schön » (acte I)
- Air de la Reine de la nuit O zittre nicht, mein lieber Sohn (acte I)
- Duo « Mann und Weib » - Pamina, Papageno (acte I)
- Chœur des prêtres et air de Sarastro « O Isis und Osiris » (acte II)
- Air de la Reine de la nuit « Der Hölle Rache kocht in meinem Herzen » (acte II)
- Air de Pamina « Ach, ich fühl’s, es ist verschwunden! » (acte II)
- Air de Monostatos « Alles fühlt des Liebe Freuden » (acte II)
- Air de Papageno « Ein Mädchen oder Weibchen wünscht Papageno sich » (acte II)

La Flûte enchantée, K. 620, dont le titre original en allemand est Die Zauberflöte (prononcé [ˈdiː ˈt͡saʊ̯bɐˌfløːtə ]), est un opéra chanté (singspiel) composé par Mozart sur un livret d'Emanuel Schikaneder.
La première représentation a lieu le 30 septembre 1791 dans les faubourgs de Vienne, au théâtre de Schikaneder (Theater auf der Wieden), petite salle en bois édifiée quatre ans plus tôt dans une des propriétés du prince de Starhemberg et fréquentée par un public plus populaire que celui d'une salle d'opéra habituelle. Du fait de son succès, la 100e représentation est atteinte un an plus tard. C'est dans cet opéra que l'on entend le célèbre air de La Reine de la Nuit et plusieurs autres airs ou chœurs, comme l'air de l'oiseleur, le duo de Tamino et Pamina et les deux airs de Sarastro, dont l'un avec chœur.
S'inspirant d’œuvres littéraires récentes pour le livret et d'un passage de la Passion selon saint Matthieu de Jean-Sébastien Bach pour le final de l'acte II. La Flûte enchantée est le dernier opéra de Mozart : celui-ci meurt quelques semaines après la première représentation.

## Argument
Ouverture
? Ouverture [Fiche]
Le premier volet, joué adagio, débute par un enchaînement ascendant de trois accords, entrecoupés de courts silences. Ces accords sont eux-mêmes répétés trois fois chacun lorsqu'ils sont repris plus loin (à peu près à mi-parcours de cette ouverture). Ils rappellent les coups frappés à l'entrée de la loge maçonnique et rendent ainsi manifestes les trois points de la franc-maçonnerie (voir la section Analyse esthétique). En effet, Mozart, qui était franc-maçon, avait décidé de faire l'apologie de cet ordre initiatique, dans une œuvre qui lui est entièrement consacrée.
L'allegro qui succède sans interruption à cet adagio expose un thème vif, léger et joyeux sans être désinvolte, sachant aussi devenir majestueux et porteur d'une tension dramatique : il est d'abord exposé aux violons, avant de nourrir toute la polyphonie. L'ouverture de la Flûte enchantée est en effet la seule de tous les opéras de Mozart (et une des rares, sinon la seule de l'époque classique) qui présente un fugato développé, après un premier épisode plus lent et solennel. Elle se rattache ainsi, à sa manière, à l'ouverture à la française de l'époque baroque. Mais son second épisode se rattache également (et encore plus sûrement) à l'allegro de sonate. Selon Jean-Victor Hocquard : « Il ne s'agit pas ici d'une fugue à proprement parler, mais d'un mouvement de sonate qui adopte par moments le style fugué. Exemple frappant de la synthèse, caractéristique du dernier Mozart, entre l'écriture contrapuntique et le langage thématique ». C'est ainsi qu'après le rappel des accords initiaux, à peu près au centre de l'allegro, l'écriture fuguée reprend (un peu plus longuement que la première fois).
La brève coda est immédiatement suivie du premier acte.

### Acte I
En voyage dans un pays inconnu, le prince Tamino s'égare puis est attaqué par un serpent (en allemand « Schlange »). Se sachant perdu, il perd connaissance.  C'est alors que passent les trois dames d'honneur de la Reine de la nuit. Elles tuent le serpent puis célèbrent la beauté du jeune homme inanimé. Elles décident d'aller porter la nouvelle à leur reine mais se querellent, chacune d'elles voulant rester près de Tamino proposant aux deux autres de porter le message. Après s'être disputées, elles disparaissent. Le prince se réveille et voit le corps inanimé du monstre. Se demandant s'il a rêvé ou si quelqu'un lui a sauvé la vie, il entend soudain un air de flûte de Pan (Faunenflötchen, ou Waldflötchen : petite flûte de la forêt). Il se cache et voit arriver l'oiseleur Papageno. Au cours de leur premier dialogue, Papageno se vante d'avoir tué le serpent. Les trois dames réapparaissent et le punissent de ce mensonge en lui donnant de l'eau à la place du vin et une pierre à la place du pain sucré qu'elles lui donnent d'habitude. Pour finir, elles le réduisent au silence en lui fermant la bouche avec un cadenas d'or.
Les trois dames révèlent à Tamino qu'elles lui ont sauvé la vie. Elles lui parlent ensuite de Pamina, la fille de la Reine de la nuit, lui montrent son portrait puis, de nouveau, disparaissent. À la vue du portrait, Tamino tombe amoureux de la jeune fille et songe au bonheur qui l'attend. Réapparaissent les trois dames qui lui disent de qui Pamina est prisonnière. Aussitôt, Tamino veut la délivrer. La Reine de la nuit apparaît alors dans un grondement de tonnerre et lui narre son désespoir de voir sa fille prisonnière (c'est l'air O zittre nicht, mein lieber Sohn : « O ne tremble pas, mon cher fils »). Elle dit finalement à Tamino que si elle le voit revenir vainqueur, Pamina sera sienne pour l'éternité puis disparaît. Tamino s'interroge alors sur ce qu'il a vu et prie les Dieux de ne pas l'avoir trompé.
Apparaît alors Papageno, triste de ne plus pouvoir parler. Les trois dames réapparaissent et le libèrent de son cadenas, en lui faisant promettre de ne plus mentir. Elles remettent également à chacun un instrument qui leur est envoyé par la Reine. Tamino se voit offrir une flûte enchantée, tandis que Papageno reçoit un carillon magique. Ces instruments les aideront à triompher des épreuves qui les attendent. Les deux hommes partent chacun de son côté en quête de Pamina.
Dans le palais de Sarastro, le serviteur maure Monostatos poursuit désespérément Pamina de ses assiduités. Survient Papageno. Le Maure et l'oiseleur se trouvent face à face. Chacun effraie l'autre, croyant être en présence du Diable. Monostatos s'enfuit. Papageno se trouve seul avec Pamina. Il lui révèle alors qu'un prince va venir la délivrer (il ajoute que le prince est devenu follement amoureux d'elle en voyant son portrait). Pamina lui fait un compliment sur son grand cœur. Touché par ces paroles, Papageno raconte alors sa tristesse de ne pas encore avoir trouvé sa Papagena. Pamina le réconforte. La princesse et l'oiseleur s'accordent pour chanter la beauté de l'amour avant de s'enfuir.

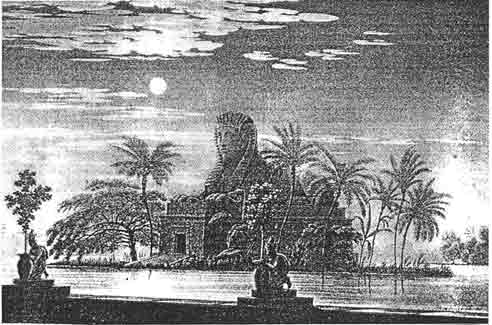
Projet de décor pour La Flûte enchantée de Karl Schinkel (1781-1841) d’inspiration égyptienne

Pendant ce temps, conduit par trois garçons qui lui recommandent de rester « ferme, patient et discret », Tamino est mené vers les trois temples de la Sagesse, de la Raison et de la Nature. Tamino se voit refuser l'entrée des deux premiers temples. Un prêtre s'adresse à lui pour lui expliquer que Sarastro n'est pas un monstre comme la Reine de la nuit le lui a décrit, mais qu'il est au contraire un grand sage. Tamino, saisi par la solennité de la cérémonie, veut la comprendre et se met à poser des questions aux prêtres. Il saisit sa flûte magique et en accompagne son chant. Il se retrouve alors entouré de bêtes sauvages sorties de leur repaire, et qui viennent se coucher à ses pieds, charmées par le son de l'instrument. Seule Pamina ne répond pas aux sons cristallins de la flûte, mais Papageno répond à Tamino sur sa flûte de Pan. Réjoui, le prince essaie de les rejoindre.
De leur côté, Papageno et Pamina espèrent retrouver Tamino avant que Monostatos et ses esclaves les rattrapent. Les voici qui surgissent tout à coup. Le Maure ordonne que les fugitifs soient enchaînés. Papageno se rappelle qu'il possède un carillon magique et s'en sert pour envoûter Monostatos et ses esclaves, qui se mettent à danser et à chanter avant de disparaître à leur tour. Une fanfare de trompettes interrompt soudain le silence : c'est Sarastro suivi d'une procession de prêtres. Papageno tremble de peur et demande à Pamina ce qu'il faut dire. Pamina répond qu'il faut dire la vérité même s'il leur en coûte et s'agenouille devant Sarastro. Comme elle a décidé de dire la vérité, elle explique alors à Sarastro qu'elle tente d'échapper à Monostatos. Celui-ci refait alors son apparition, traînant avec lui Tamino qu'il a capturé. Aussitôt qu'ils se voient, Pamina et Tamino se jettent dans les bras l'un de l'autre en présence de Monostatos et des prêtres. Ce dernier les sépare et se prosterne devant Sarastro pour ensuite vanter ses mérites personnels. Il s'attend à être récompensé, mais est au contraire condamné à recevoir soixante-dix-sept coups de fouet.
Sarastro ordonne alors que Papageno et Tamino soient conduits au Temple des Épreuves.

### Acte II

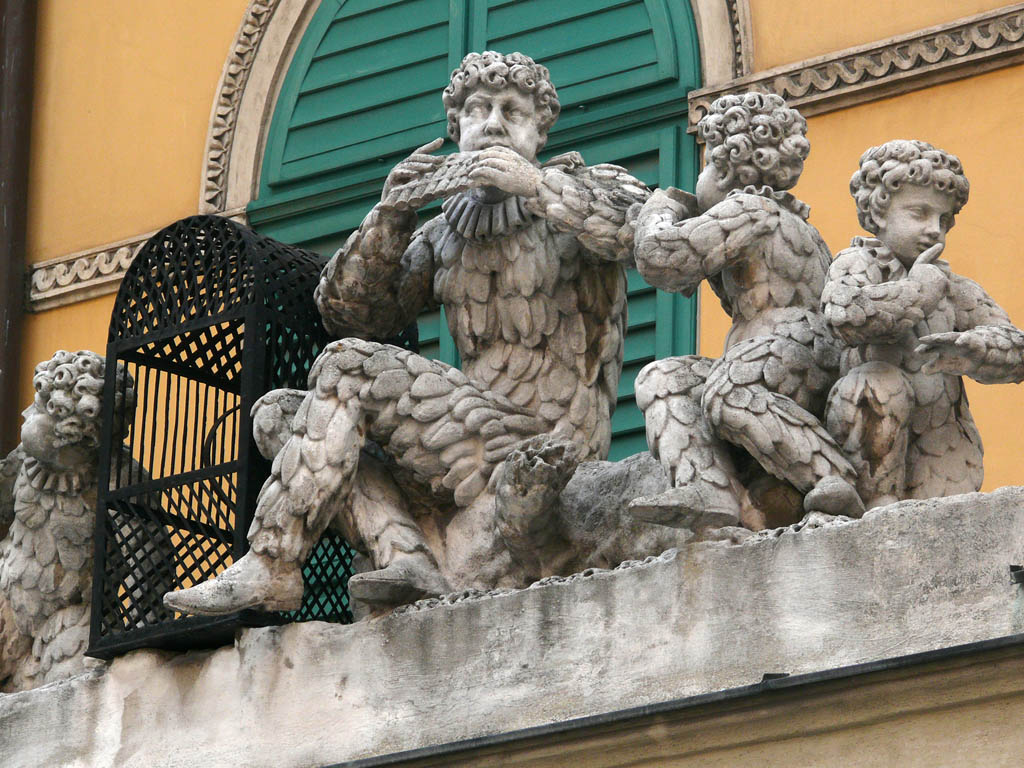
L'oiseleur et sa progéniture au-dessus de la Papagenotor du Theater an der Wien (l'entrée Papageno du Théâtre sur la Vienne)

Sarastro annonce aux prêtres que les Dieux ont décidé de marier Tamino et Pamina. Mais auparavant, Tamino, Pamina et Papageno devront traverser des épreuves avant de pénétrer dans le Temple de la Lumière qui leur permettra de contrer les machinations de la Reine de la nuit. Sarastro prie Isis et Osiris d'accorder aux candidats la force de triompher de ces épreuves.
Les prêtres interrogent Tamino et Papageno sur leurs aspirations. Celles de Tamino sont nobles, tandis que Papageno n'est intéressé que par les plaisirs de la vie, y compris par l'idée de trouver une compagne. Leur première épreuve consiste en une quête de la Vérité. Les prêtres leur enjoignent de conserver le silence complet et les laissent seuls. C'est alors qu'apparaissent les trois dames de la Reine de la nuit. Tamino leur oppose un silence résolu, mais Papageno ne peut s'empêcher de leur parler. Les prêtres réapparaissent pour féliciter Tamino et gronder la faiblesse de Papageno.
Pendant ce temps, Pamina est étendue, assoupie dans un jardin. C'est alors qu'entre Monostatos, décidé à attenter à nouveau à la vertu de la jeune fille. La Reine de la nuit apparaît alors dans un coup de tonnerre, faisant fuir Monostatos. Elle donne un poignard à sa fille et la somme de tuer Sarastro, menaçant même de la renier si elle ne lui obéit pas (Der Hölle Rache kocht in meinem Herzen : « La vengeance de l'Enfer bouillonne dans mon cœur »).

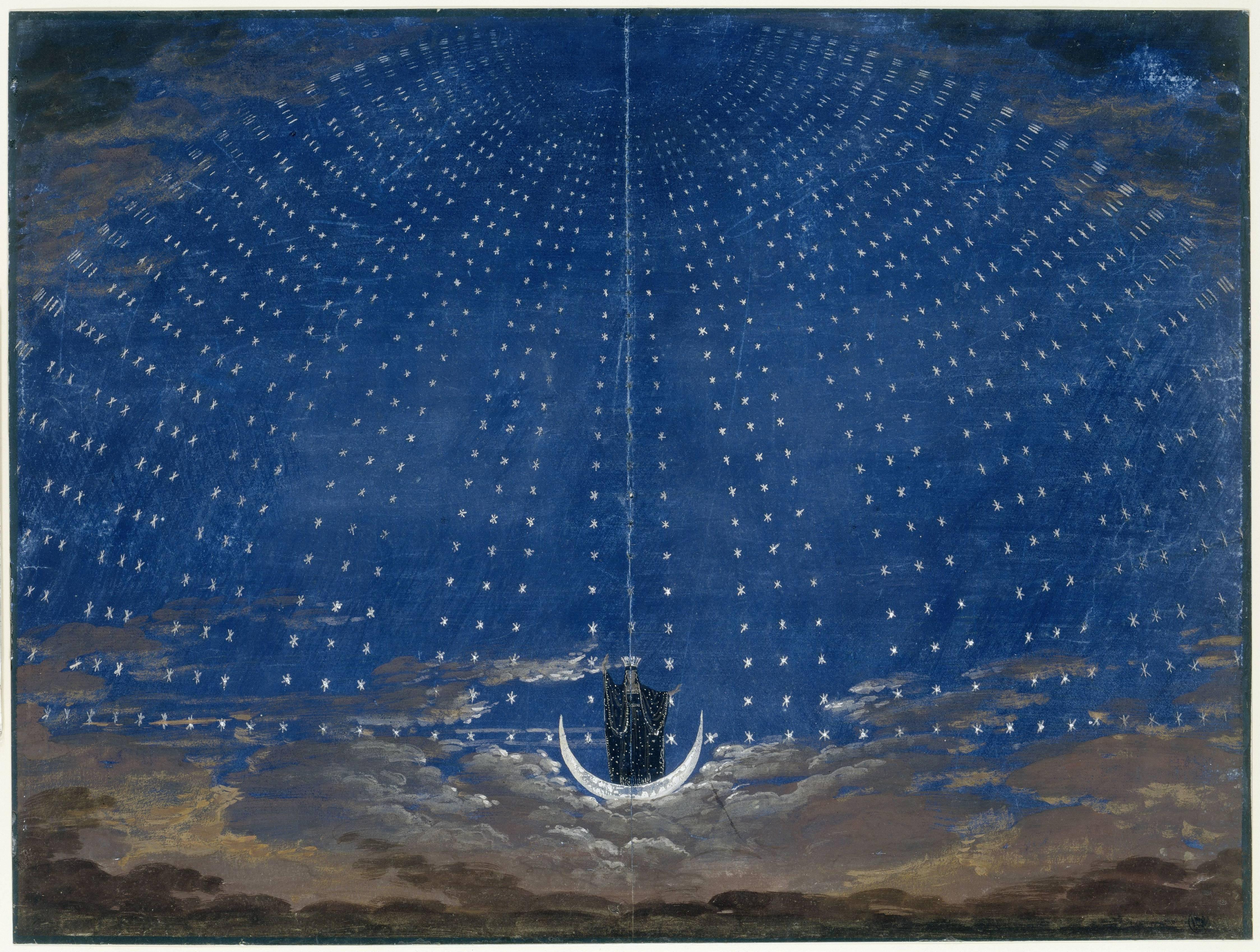
Proposition de mise en scène pour la première apparition de la Reine de la nuit. (Karl Friedrich Schinkel, Berlin, 1815)

Et la Reine de la nuit disparaît. Monostatos revient alors vers Pamina et tente de la faire chanter. Mais Sarastro apparaît et renvoie Monostatos sans ménagement. Le Maure décide d'aller trouver la mère de Pamina. Sarastro déclare alors à Pamina qu'il fera payer sa mère.
Dans une pièce sombre, les prêtres ont une nouvelle fois demandé à Tamino et Papageno de garder le silence. Comme toujours, Papageno ne peut se maîtriser et engage la conversation avec une vieille femme qui se présente à lui. Elle disparaît avant de lui avoir dit son nom.
Pamina entre et, ignorante de leur vœu de silence, s'approche des deux hommes. Mais elle désespère de ne recevoir aucune réponse de leur part. Croyant que Tamino ne l'aime plus, elle sort le cœur brisé.
Les prêtres réapparaissent et proclament que Tamino sera bientôt initié. Sarastro le prépare à ses dernières épreuves. Pamina est introduite les yeux bandés après qu'on lui a dit qu'elle verrait Tamino pour qu'il lui fasse un dernier adieu. Il s'agit en fait d'une épreuve et Sarastro s'applique à rassurer Pamina, mais elle est trop abattue pour comprendre le sens de ses paroles.
Pendant ce temps, Papageno se voit accorder le droit de réaliser un vœu. Il demande un verre de vin, mais prend conscience qu'il aimerait par-dessus tout avoir une compagne. Il chante alors son désir en s'accompagnant de son carillon magique. La vieille femme réapparaît, et menace Papageno des pires tourments s'il ne consent pas à l'épouser. Il lui jure alors fidélité et elle se transforme en une jeune et belle femme. Mais un prêtre les sépare sous prétexte que Papageno ne s'est pas encore montré digne d'elle.
Dans un jardin, les trois garçons annoncent l’avènement d'une ère nouvelle, de lumière et d'amour. Ils voient soudain Pamina, agitée par des idées de suicide. Ils la sauvent et la rassurent sur l'amour de Tamino.
Les prêtres conduisent Tamino vers ses deux dernières épreuves : celle du feu et celle de l'eau. Pamina se joint à lui, et le guide à travers ses dernières épreuves. Ils sont accueillis triomphants par Sarastro et les prêtres.
De son côté, Papageno est toujours à la recherche de Papagena. Désespéré, l'oiseleur envisage de se pendre à un arbre. Les trois garçons apparaissent alors, et lui suggèrent d'utiliser son carillon magique pour attirer sa compagne. Profitant de ce qu'il joue de l'instrument, les trois garçons vont quérir Papagena et l'amènent à son amoureux. Après s'être reconnu, le couple peut enfin converser dans la joie.
À la faveur de l'obscurité, Monostatos mène la Reine de la nuit et ses dames vers le temple pour une dernière tentative contre Sarastro. Mais le ciel est alors inondé de lumière et elles s'évanouissent dans les ténèbres ainsi que lui. Sarastro et le chœur des prêtres apparaissent pour vanter les mérites des nouveaux initiés, et louer l'union de la force, de la beauté et de la sagesse (Stärke, Schönheit, Weisheit).

## Création

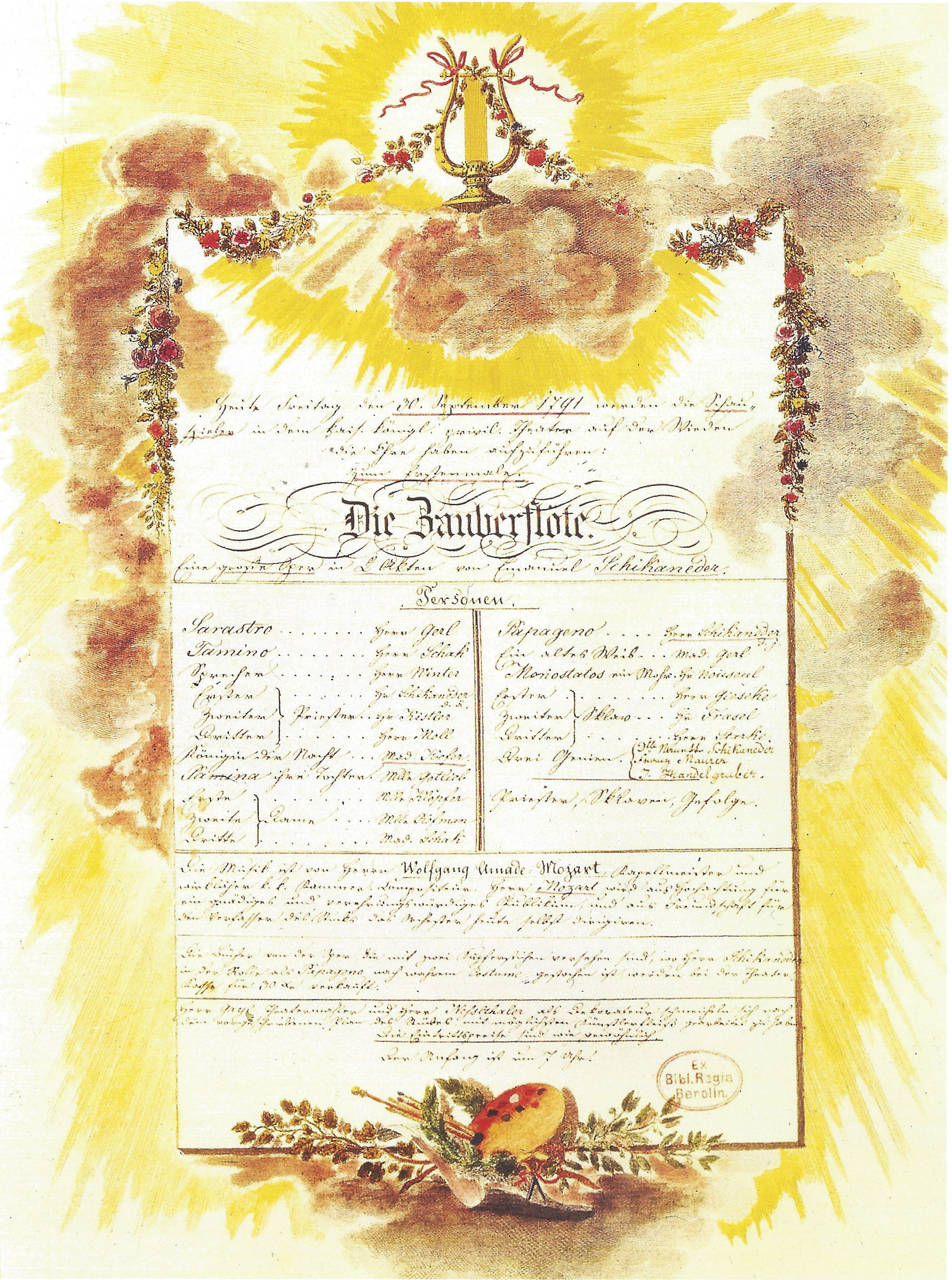
Affiche originale de la première de l'opéra.

La Flûte enchantée est le prolongement d’une collaboration de Mozart avec la compagnie du Theater auf der Wieden, un nouveau théâtre dans les faubourgs de Vienne, dirigé par Emanuel Schikaneder. L’empereur Joseph II autorise à cette époque l’ouverture de théâtres libres dans lesquels sont représentées des œuvres en langue allemande. Cela explique sans doute pourquoi, après le succès mitigé de Don Giovanni (Don Juan), des Nozze di Figaro (Les Noces de Figaro) et de Così fan tutte, dans le domaine de l’opéra italien aristocratique, Mozart accepte la proposition que lui fait Schikaneder d’écrire à nouveau un Singspiel à la manière populaire de son théâtre avec des effets spéciaux et de la magie, d’autant plus populaire qu’il sera écrit dans une langue intelligible par tous et s’adressera à toutes les classes sociales. La salle de spectacle n'est pourtant pas un théâtre de deuxième ordre, comme on l’a souvent affirmé : elle dispose au contraire d’importantes ressources techniques, qui ont permis les nombreux effets spéciaux et changements de décor qui abondent dans La Flûte enchantée et déterminent sa structure dramaturgique. L’opéra relève en effet de l’esthétique du merveilleux et du spectaculaire propre au monde germanique, ce que remarquera Weber, ainsi que Wagner. Ainsi qu'il est apparu depuis peu, selon l'Avant-scène opéra, Schikaneder faisait participer tous ses collaborateurs à ce qui était un travail de groupe, groupe auquel s'est joint Mozart, pour sa plus grande satisfaction, dans le but de divertir et de surprendre par des apparitions. C'est là qu'est l'originalité de la Flûte. Schikaneder a mis en scène d'une manière originale, la sienne, un conte de Wieland, Lulu oder die Zauberflöte (1786), qui est un conte de fées, et y a ajouté des éléments d'une initiation à la maçonnerie, mélangeant les genres buffa et seria (l'air de la Reine de la nuit), avec éclectisme. Goethe a été enthousiasmé par le résultat, produisant cet opéra si particulier 94 fois à Weimar et ayant le projet de lui écrire une suite. Goethe comparait Mozart à Raphaël.

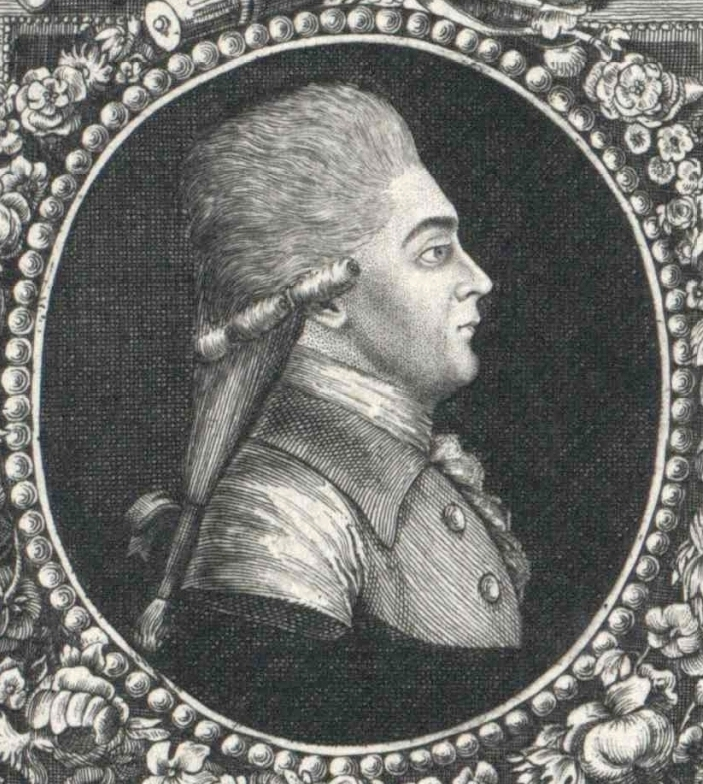
Emanuel Schikaneder

Schikaneder avait produit auparavant plusieurs ouvrages à grand succès du même type, en recréant en particulier le personnage comique de Kasperle, l’équivalent allemand de Guignol, dont le personnage de Papageno est un nouvel avatar. La Flûte enchantée est inspirée par plusieurs contes de fées de l’écrivain Christoph Martin Wieland, l’un des principaux représentants des Lumières allemandes. La structure du texte et la typologie des personnages reprennent plus celles d’un opéra de Paul Wranitzky représenté l’année précédente et intitulé Oberon, König der Elfen (1789) que de Der Stein der Weisen (1790), un ouvrage anonyme, également collectif, récemment redécouvert, auquel Mozart aurait participé.
La Flûte enchantée est, d’après le musicologue Alain Patrick Olivier, une œuvre collective résultant de la collaboration de Mozart avec la plupart des autres participants avec lesquels il entretenait des liens familiaux, fraternels ou idéologiques. L’œuvre serait la réalisation en acte d’un principe maçonnique fondamental consistant à réaliser en commun un travail à destination spirituelle. Le travail n’obéissait pas alors à une division stricte et la notion d'auteur comme génie propagée par le romantisme, justement à propos de Mozart, n'avait pas encore cours. Mozart a participé lui-même activement à l’écriture du livret, tandis que Schikaneder aurait composé lui-même certains numéros de musique (comme les deux airs de Papageno et le duo avec Pamina). Une polémique est apparue également après la mort de Mozart, lorsque l’un des membres de la troupe, l’auteur de l’Obéron, Karl Ludwig Giesecke, a revendiqué également la paternité du texte de la Flûte enchantée. D’autres noms ont également été évoqués par la suite. Le ténor Benedikt Schack, qui interprétait le rôle de Tamino, était également compositeur et flûtiste ; il est possible qu’il ait joué lui-même de la flûte sur la scène, et que Mozart ait choisi cet instrument à cause de lui.
Mozart avait presque terminé d'écrire la musique lorsqu'il partit pour Prague honorer la commande de son dernier opéra La Clemenza di Tito. Il compose les derniers numéros de la Flûte enchantée à son retour, à la fin du mois de septembre, participe aux répétitions et dirige encore la première représentation, le 30 septembre 1791, puis la seconde. Il assiste à plusieurs autres représentations au cours du mois d'octobre, joue à l'occasion du glockenspiel, avant de sombrer dans la maladie et de mourir le 5 décembre suivant. Chaque soir selon son épouse, Mozart dans les derniers jours de sa vie suivait dans son lit le déroulement de la Flûte, montre en main, fredonnant les airs. La Flûte enchantée garda l'affiche pendant plusieurs années. L'opéra connut sa centième représentation en novembre 1792. La première représentation à Paris eut lieu en 1801 sous la forme d'une adaptation française libre d'Étienne Morel de Chédeville et Ludwig Wenzel Lachnith intitulée Les Mystères d'Isis.

### Inspiration
Les sources de l'opéra, très variées, sont si nombreuses qu'il est difficile d'en établir une liste exhaustive. Le tour de force de Schikaneder est d'avoir réussi à assembler des éléments aussi hétéroclites dans une seule pièce, de manière efficace, tout en donnant une œuvre originale. À quarante-trois ans, au sommet de son art et doté d'une solide expérience, il est tout à fait capable d'agréger différentes sources.

#### Dschinnistan
La source principale est Dschinnistan (de), recueil de contes de Christoph Martin Wieland et d'autres auteurs, publié entre 1786 et 1789. Le conte Lulu oder die Zauberflöte (Lulu ou la Flûte enchantée) a vraisemblablement inspiré le titre de l'opéra, en plus de lui fournir quelques ingrédients de base.
Cependant, il s'inspire plus globalement du recueil tout entier. Il semble qu'il se soit également appuyé sur Nadir und Nadine (Nadir et Nadine), pour réaliser son canevas : un couple de jeunes amoureux, innocents et vertueux, est trompé par un magicien malveillant, qu'ils croient être bon ; leur ennemi putatif, un autre magicien, est en réalité leur bienfaiteur. Ce renversement de l'intrigue est commun avec l'opéra. Les trois garçons de Die klugen Knaben (Les Garçons judicieux) apparaissent sur un nuage blanc étincelant, tenant des feuilles de palmier en or. Ils incitent le jeune Salamor à être ferme, patient et discret. Ils rappellent les trois garçons de l'opéra, qui fournissent des conseils similaires à Tamino. On trouve dans Der Korb (La Corbeille) une « reine flamboyante », assise sur un trône orné d'or, entourée de ses servantes voilées. Elle enjoint au jeune héros d’être sans crainte. Dans Neangir und seine Brüder (Neangir et ses frères), le héros boit un élixir et le portrait de la jeune et jolie Argentine lui apparaît comme un miracle ; il sent alors poindre en lui un sentiment jusqu'alors inconnu : l'amour. Der Stein der Weisen (La Pierre philosophale) comporte aussi des points communs importants avec l'opéra ; on y trouve un roi sage, vertueux et bienveillant, un héros qui traverse des épreuves de l'eau et du feu dans une pyramide, des symboles égyptiens (hiéroglyphes et sphinx), un fond ésotérique (religion des mystères)… Dans Adis und Dahy, il y a un esclave noir hideux et violent, qui cherche l'amour, tenant des propos similaires à ceux de Monostatos. Dans Der Druide (Le Druide), un groupe de sages éclairés instruit un jeune homme entêté. Enfin, dans Das Labyrinth (Le Labyrinthe), comme dans Die klugen Knaben, des esprits bienveillants sauvent du suicide de jeunes héros désespérés.
Pour Wieland, bon représentant de l'Aufklärung, le conte de fée était un bon support afin de susciter la réflexion et promouvoir une morale humaniste équilibrée. Le héros n'ignore pas toute passion, mais parvient à les maîtriser, les ennoblir. Aussi, la raison l'emporte toujours sur la superstition et toute forme de pouvoir méprisant l'être humain est vouée à l'échec,,.

#### Séthos
Séthos (en), roman d'apprentissage de l'abbé Jean Terrasson, est la deuxième source d'inspiration de l'opéra par ordre d'importance. La dimension initiatique est un des principaux points communs entre les deux œuvres. Ce roman suit l'initiation aux Mystères de Sethos, jeune prince égyptien en quête de sagesse et de vertu, né dans le siècle précédant la guerre de Troie. C'était au temps de la plus grande splendeur de l'ancienne Égypte, où Isis et Osiris comptaient parmi les dieux les plus vénérés. Guidé par les conseils du vieux sage Amédès, le héros vit un périple à la découverte du monde et de lui-même. Il s'agit de l'éduquer et de le préparer à un exercice éclairé du pouvoir dans le royaume dont il héritera. Son père, le roi fainéant Osoroth, a cédé ses prérogatives à sa seconde épouse, la tyrannique Daluca. Dès le début de son voyage, le prince capture un serpent monstrueux semant la terreur parmi les populations. Dans le troisième livre du roman, il doit pénétrer à l'intérieur d'une pyramide et maîtriser ses peurs. C'est là, devant une mystérieuse porte orientée vers l'Orient, qu'il découvre des hiéroglyphes : « Quiconque fera cette route seul, et sans regarder derrière lui, sera purifié par le feu, par l'eau et par l'air ; et s'il peut vaincre la frayeur de la mort, il sortira du sein de la terre, il reverra la lumière et il aura droit de préparer son âme à la révélation des Mystères de la grande déesse Isis ». Schikaneder la reprendra presque mot pour mot dans la bouche de deux Hommes d'arme à l'acte II.
Plus loin, des hommes armés mettent en garde Séthos contre les dangers encourus : traverser deux épreuves du feu et de l'eau. Sorti victorieux, il est accueilli dans le sanctuaire par des prêtres égyptiens, dirigés par un grand prêtre qui l'embrasse et invoque Isis pour que le héros soit admis à ses mystères. C'est la même configuration qu'au début de l'acte II de l'opéra, quand Sarastro dirige une réunion solennelle afin de décider du sort de Tamino, puis entonne une prière à Isis et Osiris, leur demandant de protéger le couple pendant les épreuves. Sethos est ensuite contraint au silence pendant dix-huit jours, puis écoute des prêtres lui vanter les mérites de l'initiation. À la fin du quatrième livre du roman, peu après l'aurore, a lieu une procession triomphale. Le prince, vêtu d'une tunique blanche, désormais initié et prêt à gouverner, est adoubé par son père, tandis que la foule l'acclame. Cette scène finale est semblable à celle de La Flûte enchantée ; la principale différence est qu'on y célèbre l'initiation d'un couple, uni dans l'amour. Cela ne cadrait pas avec la doctrine maçonnique de l'époque, dans laquelle les femmes ne comptaient pas pour grand chose. Jacques Chailley y voyait une idée audacieuse, même franchement révolutionnaire. Elle venait réfuter de la plus belle des manières tous les propos misogynes tenus tout au long de l'œuvre par Sarastro et ses prêtres,.

#### Über die Mysterien der Ägypter
Par ordre d'importance, la troisième source pour le livret est l'article Über die Mysterien der Ägypter (Sur les mystères des Égyptiens) d'Ignaz von Born, publié en 1784 dans le périodique franc-maçon Journal für Freymaurer (Journal des francs-maçons). Long et dense, très documenté pour l'époque, il s'inscrivait dans un courant de pensée général de fascination pour l'Égypte ancienne. C'est tout particulièrement le cas dans les milieux maçonniques, qui cherchaient à établir un lien entre les mystères égyptiens et les rites pratiqués en loge. Cette époque n'était pourtant appréhendée qu'à travers le prisme grec. L'égyptologie n'est apparue, en tant que science, qu'après l'expédition en Égypte de Bonaparte de 1798. En ce milieu de XVIIIe siècle a quand même lieu une véritable égyptomanie, phénomène de mode n'incluant pas seulement ce qui concerne l'Égypte, mais aussi les contes orientaux et les turqueries. La Flûte enchantée illustre d'ailleurs cette tendance générale. Le lieu de l'action n'est pas précisé. S'il est question d'éléments égyptiens comme les pyramides, Tamino porte un habit de chasse javanais et, dans la scène 9 de l'acte I, une table turque orne une somptueuse salle égyptienne.
La deuxième partie de l'article de von Born aborde les pratiques religieuses et spirituelles, guidées par les prêtres, qui identifiaient le divin dans les forces naturelles, notamment dans le soleil, divinité supérieure et source de tous les biens. Il explique aussi que les artisans, les paysans et les femmes étaient exclus du culte des dieux. Il décrit aussi les prêtres déambulant au milieu des statues de divinité, plongés dans la réflexion, au comportement sérieux et adapté à la dignité de leur vocation. On dirait l'atmosphère solennelle de la scène 20 de l'acte II, dans une pyramide. Les prêtres de Sarastros y chantent avec ferveur leur confiance en la réussite de Tamino dans les épreuves. Se basant sur un passage de L’Âne d’or d'Apulée (paru au IIe siècle), l'auteur essaye d'établir des ponts avec l'esprit de la franc-maçonnerie. Il rappelle que tous les rois, même ceux choisis dans les rangs des soldats, devaient être initiés aux Mystères. Ignaz von Born ajoute que celui qui voulait être initié ne pouvait être accepté dans l'ordre que par une assemblée générale de tous les prêtres, réunis vers le soir pour cette cérémonie — comme au début de l'acte II, où les prêtres statuent sur le sort de Tamino. L'article déclare aussi que le silence est un des plus grands devoir des initiés, que le chiffre trois est sacré, que les prêtres étaient vêtus de lin, que le prétendant à l'initiation avait les yeux bandés. Ce chiffre est aussi sacré pour les francs-maçons et il est également prégnant dans l'opéra. Dans son article, Ignaz von Born parvient à la conclusion que sacerdoce égyptien et franc-maçonnerie poursuivent les mêmes buts : une quête de vérité et de sagesse. Pour ce faire, il faut s'opposer à l'ignorance, la superstition, l'excès des passions et veiller à répandre la lumière, menant au bonheur et l'harmonie de toute l'humanité.
Mozart appréciait beaucoup ce penseur d'envergure, qui était aussi souscripteur à ses « académies » (concerts), dont il fréquenta régulièrement la loge en 1785. Il devait figurer parmi les lecteurs du Journal des francs-maçons et il a probablement lu cet article. Quant à Schikaneder, rien ne prouve qu'il connaissait von Born. Mais, selon son biographe Edwin Zellweker (de), il est probable qu'ils se soient rencontrés à Vienne. Il en aurait conservé une si grande impression qu'il a pu s'en inspirer pour camper le personnage de Sarastro,,.

#### Thamos, roi d’Égypte
Schikaneder et Mozart se sont peut-être aussi basés sur Thamos, roi d’Égypte, drame de Tobias Philipp von Gebler (de), que le compositeur avait mis en musique en 1773. Ce n'est pas un opéra, mais une musique de scène. Toutefois, ces deux œuvres se déroulent dans le cadre de l'Égypte ancienne et se basent sur Séthos. Dans Thamos, il est question d'une lutte de pouvoir entre la reine maléfique Mirza et le grand prêtre du soleil Séthos. C'est une allégorie du combat entre l'ombre et la lumière. Les chœurs font partie intégrante de la dramaturgie musicale. Jean-Victor Hocquard constate des points communs entre les deux œuvres, mais pointe des faiblesses dans l'intrigue et la caractérisation des personnages de Thanos. S'il est possible que la La Flûte enchantée, y ait fait des emprunts, cette musique de scène n'est qu'une source secondaire,.

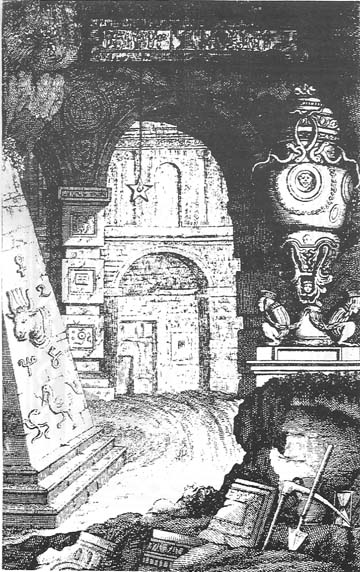
Frontispice de la première édition de La Flûte enchantée (1791)

#### Jean-Laurent Legeay
Ignaz Alberti (de), imprimeur et dessinateur viennois, fut chargé par Schikaneder de concevoir la planche gravée sur cuivre du frontispice. Walther Brauneis (de) dans son Mozart und Cagliostro, explique que, pour la composer, il s'est essentiellement contenté de compiler deux gravures du dessinateur français Jean-Laurent Legeay. Celles-ci sont parues en 1770, dans une revue volumineuse intitulée Collection de divers sujets de vases, tombeaux, ruines et fontaines, utile aux artistes,.

#### Jean-Sébastien Bach
Dans le finale du 2e acte, Mozart rend un hommage à Jean-Sébastien Bach. L'air Der, welcher wandert diese Straße voll Beschwerden est directement inspiré, à la note près (mais dans une autre tonalité), de l'air Blute nur, du liebes Herz de la Passion selon saint Matthieu.

### Distribution
| Rôle                                                     | Typologie vocale                               | Création : Vienne, 30 septembre 1791                      |
| -------------------------------------------------------- | ---------------------------------------------- | --------------------------------------------------------- |
| Tamino, prince égyptien                                  | ténor                                          | Benedikt Schack                                           |
| Papageno, oiseleur                                       | baryton                                        | Emanuel Schikaneder                                       |
| La Reine de la nuit                                      | soprano colorature                             | Josepha Hofer                                             |
| Pamina, fille de la Reine de la nuit                     | soprano                                        | Anna Gottlieb                                             |
| Trois dames, émissaires de la Reine de la nuit           | 2 sopranos, 1 mezzo-soprano                    | Mlle Klöpfer, Mlle Hofmann, Elisabeth Schack (en)         |
| Sarastro, grand-prêtre d'Isis et d'Osiris                | basse profonde                                 | Franz Xaver Gerl                                          |
| Monostatos, maure au service de Sarastro                 | ténor                                          | Johann Joseph Nouseul                                     |
| Trois garçons                                            | 2 sopranos, 1 alto masculin                    | Anna Schikaneder, Anselm Handelgruber, Franz Anton Maurer |
| L'Orateur                                                | basse                                          | Winter                                                    |
| Trois prêtres                                            | 1 ténor, 2 basses                              | Johann Michael Kistler, Urban Schikaneder, Moll           |
| Papagena, promise de Papageno, déguisée en vieille femme | soprano                                        | Barbara Gerl (en)                                         |
| Deux hommes en armure                                    | ténor, basse                                   | Johann Michael Kistler, Moll                              |
| Trois esclaves                                           | rôles parlés                                   | Karl Ludwig Giesecke, Wilhelm Frasel, Starke              |
| Prêtres, femmes, peuple, esclaves                        | Chœur : soprano, mezzo-soprano, ténor et basse | Chœur : soprano, mezzo-soprano, ténor et basse            |

## Orchestration
| Instrumentation de La Flûte enchantée                                                                  |
| Cordes                                                                                                 |
| premiers violons, seconds violons, altos, violoncelles, contrebasses                                   |
| Bois                                                                                                   |
| 2 flûtes, l'une jouant du piccolo, 2 hautbois, 2 clarinettes jouant aussi du cor de basset, 2 bassons, |
| Cuivres                                                                                                |
| 2 cors, 2 trompettes 3 trombones (alto, ténor et basse),                                               |
| Percussions                                                                                            |
| 2 timbales, glockenspiel                                                                               |

C'est un orchestre symphonique classique qui sert de base à l'instrumentation de La Flûte enchantée, une des flûtes jouant le piccolo, les clarinettes, dans différents tons comme les trompettes, jouant elles du cor de basset cher à Mozart dans ses musiques de chambre pour vents. À noter l'utilisation de plus en plus fréquente des trois trombones (alto, ténor et basse) et, dans l'avant-dernier numéro (Acte II, no 20), la présence du glockenspiel fréquemment remplacé par un célesta confié à un pianiste (arpèges très virtuoses en accompagnement du couplet final). Dans l’aria Der Vogelfänger bin ich ja (Acte I, no 2), Papageno doit jouer de la flûte de Pan, le plus souvent doublée par le piccolo de l'orchestre ou parfois par une flûte à bec.

## Structure

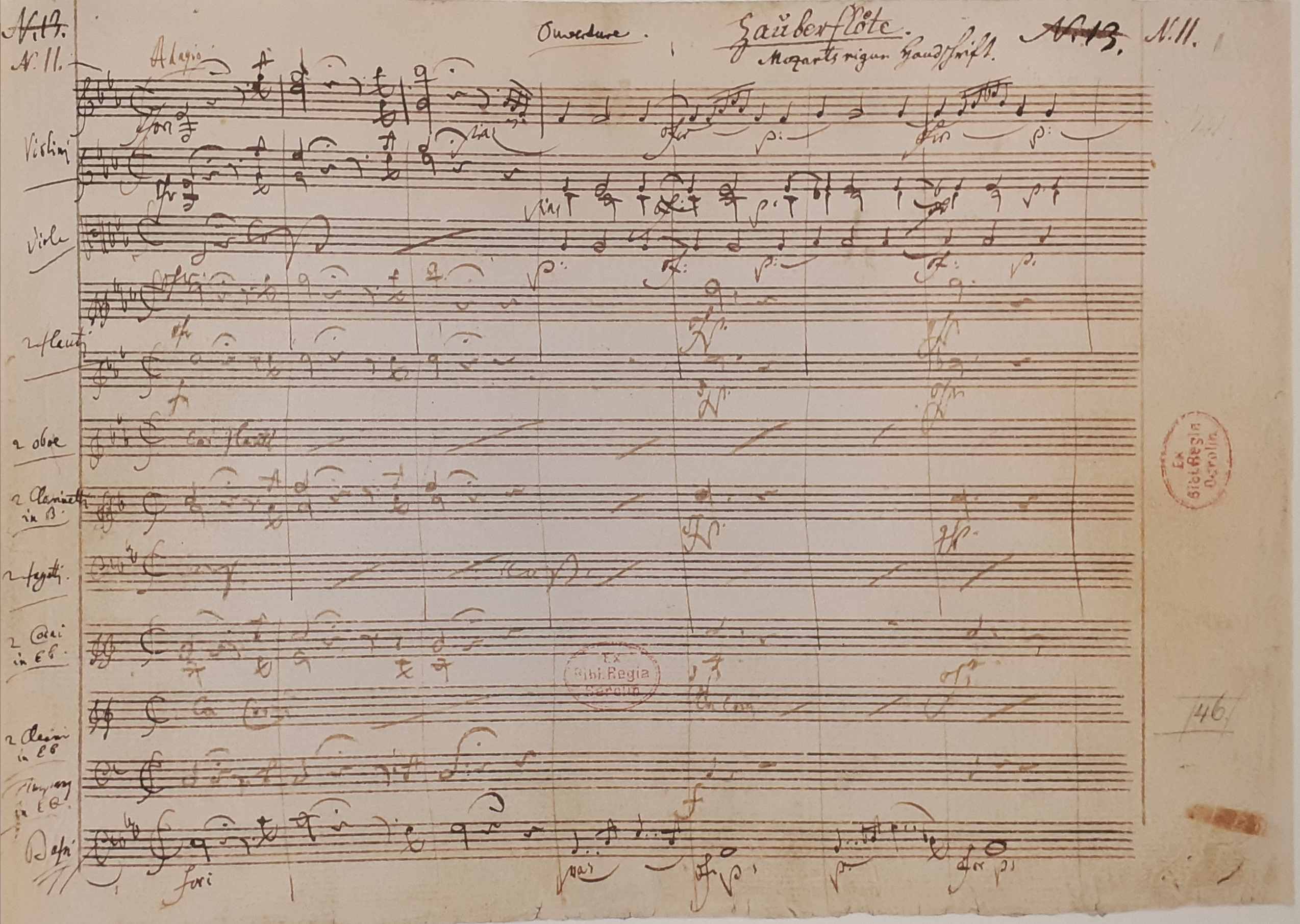
Manuscrit 1re page - Ouverture

L'œuvre est divisée en une ouverture et deux actes, chacun subdivisé en une série de huit et treize numéros. C'est une succession d'arias (airs de soliste), duos, trios, quintettes parfois avec chœur, et entrecoupée de textes parlés, les dialogues. La Marche des Prêtres (Acte II, no 9) n'est pas chantée et correspond à une sorte d'ouverture du deuxième acte. Les finales de chaque partie (Acte I, no 8/Acte II, no 21) réunissent l'ensemble des personnages déjà présentés.
Ouverture

### Acte I
- no 1 : Introduction « Zu Hilfe ! Zu Hilfe ! Sonst bin ich verloren ! » (À l'aide ! À l'aide ! Sinon je suis perdu !) (Tamino, Trois dames)
- no 2 : Aria « Der Vogelfänger bin ich ja » (Je suis l'oiseleur) (Papageno)
- no 3 : Aria « Dies' Bildnis ist bezaubernd schön » (Cette image est envoûtante) (Tamino)
- no 4 : Aria « O zittre nicht, mein lieber Sohn ! » (Ah, ne tremble pas, mon fils bien-aimé !) (Reine de la nuit)
- no 5 : Quintette « Hm ! hm ! hm ! » (Papageno, Tamino, Trois dames)
- no 6 : Trio « Du feines Täubchen nur herein ! » (Toi, belle petite colombe, seulement à l'intérieur) (Pamina, Monostatos, Papageno)
- no 7 : Duo « Bei Männern, welche Liebe fühlen » (Auprès des hommes qui ressentent de l'amour) (Pamina, Papageno)
- no 8 : Finale « Zum Ziele führt dich diese Bahn » (Cette voie te mène à ton objectif) (Trois garçons, Tamino, Pamina, Papageno, Orateur, Monostatos, Sarastro, chœur)

### Acte II
- no 9 : Marche des prêtres
- no 10 : Aria « O Isis und Osiris » Ô Isis et Osiris) (Sarastro, chœur d'hommes)
- no 11 : Duo « Bewahret euch vor Weibertücken » (Protégez-vous face aux perfidies féminines[20]) (Deux prêtres, Orateur)
- no 12 : Quintette « Wie ? Wie ? Wie ? Ihr an diesem Schreckensort ? » (Quoi ? Quoi ? Quoi ? Vous dans cet endroit effrayant ?) (Trois dames, Tamino, Papageno)
- no 13 : Aria « Alles fühlt der Liebe Freuden » (Chaque créature ressent les joies de l'amour) (Monostatos)
- no 14 : Aria « Der Hölle Rache kocht in meinem Herzen » (La vengeance de l'Enfer bouillonne dans mon cœur) (Reine de la nuit)
- no 15 : Aria « In diesen heil'gen Hallen » (Dans ces espaces sacrés) (Sarastro)
- no 16 : Trio « Seid uns zum zweitenmal willkommen » (Soyez bienvenus auprès de nous pour la deuxième fois) (Trois garçons)
- no 17 : Aria « Ach, ich fühl's, es ist verschwunden » (Ah, je le sens, ça [la joie de l'amour] a disparu) (Pamina)
- no 18 : Chœur des prêtres « O Isis und Osiris, welche Wonne ! » (Ah Isis et d'Osiris ! Quelle joie profonde !) (chœur d'hommes)
- no 19 : Trio « Soll ich dich, theurer, nicht mehr seh'n ? » (Dois-je, bien-aimé, ne te revoir jamais ?) (Pamina, Tamino, Sarastro)
- no 20 : Aria « Ein Mädchen oder Weibchen » (Une amie ou une épouse) (Papageno)
- no 21 : Finale « Bald prangt, den Morgen zu verkünden » (Bientôt resplendit [le soleil], pour annoncer le matin) (Trois garçons, Pamina, deux hommes en armure, Tamino, Papageno, Papagena, Monostatos, Reine de la nuit, Trois dames, Sarastro, chœur)

## Analyse esthétique
- Si vous ne connaissez pas le sujet, laissez ce bandeau (vous pouvez alors contacter les auteurs).
- Si vous supprimez le contenu mis en cause (vous pouvez préalablement contacter les auteurs),

argumentez précisément cette suppression dans la page de discussion
(un manque de référence n'est pas un argument ; une recherche réelle de référence doit avoir été effectuée, être formellement documentée).
Combat de la lumière contre la nuit, les illusions et les tromperies permettent l'instauration d'un ordre nouveau, héritant de l'ordre ancien et des Lumières. Le bien, symbolisé par l'amour trouvé par les personnages, triomphe.
Le choix de la flûte repose sur le fait que cet instrument est symbole d'air, fabriqué sous l'averse (symbole d'eau) au bruit du tonnerre (symbole de la terre) et à la lueur des éclairs (symbole du feu). Le pouvoir magique de cette flûte vient du fait qu'elle réunit les quatre éléments primordiaux en elle.
La hiérarchie des rôles principaux est faite de complémentarités :
1. Soleil - Lune
  - Sarastro est le symbole statique de l'homme, du bien, il ne connaît pas la passion. Il garde le domaine de l'Esprit en ayant succédé au père de Pamina qui en était le Maître. Il est symbolisé par le Soleil. Il est inspiré du personnage de Zoroastre.
  - La Reine de la nuit est le symbole de la révolte de la femme, animée par une haine « infernale » et pleine de duplicité, contre la suprématie de l'homme sage et bienveillant. Elle est symbolisée par la Lune[21].
2. Feu - Eau
  - Tamino est destiné à former le couple dans la plus haute acception du terme grâce à l'amour lui faisant surmonter les épreuves de l'initiation. Il est symbolisé par le feu et joue de la flûte magique.
  - Pamina est complémentaire de Tamino en étant le moteur de leur initiation commune. Elle change de monde en passant du règne de la nuit à celui du Soleil par l'amour et par l'initiation. Elle est symbolisée par l'eau.
3. Air - Terre
  - Papageno, figure l'humanité « ordinaire » pleine de bonne volonté mais sans courage et sans intelligence. Il est donc « indigne » d'être initié. Il est au service de la Reine de la nuit mais son voyage avec Tamino lui permet de passer dans le règne du jour. Il est symbolisé par l'air. Son nom, et celui de Papagena, sont fondés sur le mot allemand Papagei qui signifie « perroquet ». C'est pour cette raison que leur costume est couvert de plumes multicolores.
  - Monostatos le Maure est le seul homme du Royaume de la nuit après sa trahison (il fait le chemin inverse de Papageno). Sa noirceur de Maure est liée à son état civil traditionnel des gardiens d'esclaves. Elle évoque aussi l'obscurité de la Terre qu'il symbolise.

En faisant abstraction des étiquettes (nuit, lumières, etc.), la trame apparaît complexe, mêlant des éléments classiques et d'autres plus originaux. On y voit notamment :
- une puissance (la reine) qui demande l'aide de quelqu'un qui n'est pas encore armé, et auquel elle fournit les instruments du succès ; devenu prince victorieux, il la supplante.
- un homme (le prince) qui échappe à sa condition de serviteur en conquérant pour son propre compte ce qu'il avait pour mission de reprendre, et en exploitant intelligemment une idéologie à laquelle il se soumet en apparence (l'histoire ne dit pas s'il le fait réellement)
- un homme (le prince) et la femme qu'il aime qui traversent victorieusement des épreuves initiatiques, apprennent à se maîtriser (surmonter leurs émotions, etc.) et par là conquièrent le monde (l'amour, le trône) ; un autre homme (le serviteur) et la femme qu'il aime agissent naïvement et se font conquérir.
- un penseur, philosophe, qui instruit le chevalier pour faire triompher la Lumière et la Sagesse, fonde grâce à lui une domination légitime, de sorte que le monde retournera à l'équilibre (comme du temps où le père de Pamina et mari de la Reine de la nuit régnait avant Sarastro).
- une révolution où tout est changé : au début de la Flûte, tout est chaos et lutte entre la Reine de la nuit et Sarastro. Par la double initiation de Tamino et Pamina, la force et la noblesse du couple ayant vaincu les obstacles, la Beauté et la Sagesse sont couronnées pour l'éternité, la terre retrouve la paix, la bienveillance et l'ordre et devient un royaume céleste où les mortels sont semblables aux dieux.

## Opéra maçonnique
Dans son ouvrage La Flûte enchantée, opéra maçonnique (éditions Robert Lafont), le musicologue Jacques Chailley explore les riches allusions musicales aux symboles maçonniques. Dès les premières notes de l'ouverture, on reconnaît le rythme 5 (-/--/--) symbolisant les femmes puis se succèdent trois accords, chacun répété trois fois, dans une tonalité en mi bémol majeur comportant trois bémols à la clef. On peut y voir une allusion au nombre de l'Apprenti, symbolisant l'harmonie de la trinité Osiris, Isis et Horus assurant l'unité et l'équilibre du monde. Les autres exemples de présence du chiffre trois sont nombreux : le serpent est découpé en trois morceaux, trois dames sont au service de la reine, trois garçons sont sous les ordres de Sarastro, il y a trois esclaves ayant un rôle parlé, trois portes du temple, trois instruments de musique, trois épreuves, trois apparitions de la reine, un tonnerre qui se fait entendre trois fois, etc.
Les thèmes abordés dans cet opéra sont pour beaucoup empruntés au rituel d'initiation de la franc-maçonnerie dont Mozart et le librettiste Emmanuel Schikaneder faisaient partie, bien que, pour Schikaneder, celui-ci en ait été chassé sans avoir jamais dépassé le grade de compagnon. Le parcours initiatique de Tamino et Pamina (voués au dieu Min) dans le Temple de Sarastro est inspiré des cérémonies d'initiation maçonnique au sein d'une loge.
Mozart chante la fraternité avec La Flûte enchantée après avoir chanté la liberté avec L'Enlèvement au sérail et l'égalité avec Les Noces de Figaro.
Par ailleurs, franc-maçon dévoué, selon Jacques Chailley, Mozart retrace dans cette œuvre les grands mystères, célébrant enfin les noces alchimiques annoncées dans les opéras initiatiques que sont Les Noces de Figaro, Don Juan et Cosi fan tutte. Le compositeur rêve de ressusciter l'initiation égyptienne perdue et si importante à ses yeux pour la paix du Monde. Il veut redonner la place aux femmes, oubliées et pourtant au centre des croyances initiatiques. Certains observateurs estiment que le génie de Mozart s'exprime pleinement dans cet opéra qui atteint une perfection inégalée auparavant parce qu'il transporterait l'auditeur au sein d'un rituel initiatique.
Un peu avant la fin de l'initiation, dans la troisième scène du Finale (acte 2, vingt-huitième entrée), au moment où Tamino est conduit au pied de deux très hautes montagnes par deux hommes en armure, Mozart fait aussi entendre le choral luthérien Ach Gott, vom Himmel sieh darein (Ô Dieu, du ciel regarde vers nous). Il est traité en choral figuré, chanté par les deux voix d'hommes en cantus firmus sur les mots Der, welcher wandert diese Straße voll Beschwerden, wird rein durch Feuer, Wasser, Luft und Erden,… (Celui qui chemine sur cette route pleine de souffrances sera purifié par le feu, l'eau, l'air et la terre…) : s'élevant en valeur longues au-dessus d'une polyphonie en contrepoint, à l'orchestre. Ce choral rappelle la manière d'un Jean-Sébastien Bach.
Nuançant l'analyse de Jacques Chailley, Éric Chaillier rejoint l'avis de Rémy Stricker, soulignant que La Flûte enchantée est un opéra et non un rituel déguisé. Cette œuvre s'adresse à tous, sûrement pour nous questionner sur nous-mêmes. Ce n'est pas un incunable que seule une élite de clercs parviendrait à déchiffrer,.

## Adaptations

### Musique
- Peter von Winter (28 août 1754 – 17 octobre 1825) compositeur allemand a écrit une suite à La Flûte enchantée : Der Zauberflöte zweyter Theil. Das Labyrinth (de), on y retrouve les personnages de l'opéra de Mozart.
- Friedrich Kuhlau (1786-1832): Lulu, livret de Carl Frederik Güntelberg, jouée la première fois en 1824, au Kongelige Teater, à Copenhague.
- Ludwig van Beethoven : 12 variations pour piano et violoncelle sur La Flûte enchantée (Ein Mädchen oder Weibchen), op.66 ; 7 variations pour piano et violoncelle d’après La Flûte enchantée (Bei Männern, welche Liebe fühlen), WoO46.
- Ferdinando Carulli : Variations sur la Flûte enchantée pour guitare, op. 276, no.30.
- Fernando Sor : Six airs choisis de l’opéra de Mozart « La Flûte enchantée ». Introduction et Variations sur un thème de Mozart op. 9 pour guitare.
- Le thème de la chanson Oiseau malin, de Laurent Voulzy et Alain Souchon, s'inspire de La Flûte enchantée.
- Le refrain de la chanson «La maman des poissons» de Boby Lapointe s’inspire de l’Air des clochettes.

### Peinture
Peintres ayant réalisé des décors pour l'opéra de Mozart :
- Karl Friedrich Schinkel, Berlin, 1816, 1992.
- Oskar Kokoschka, Salzbourg, 1955.
- Marc Chagall, New York, 1967.
- David Hockney, Glyndebourne, 1978; New York, 1991.
- Roland Topor, Essen, 1990.
- Karel Appel, Amsterdam, 1995.

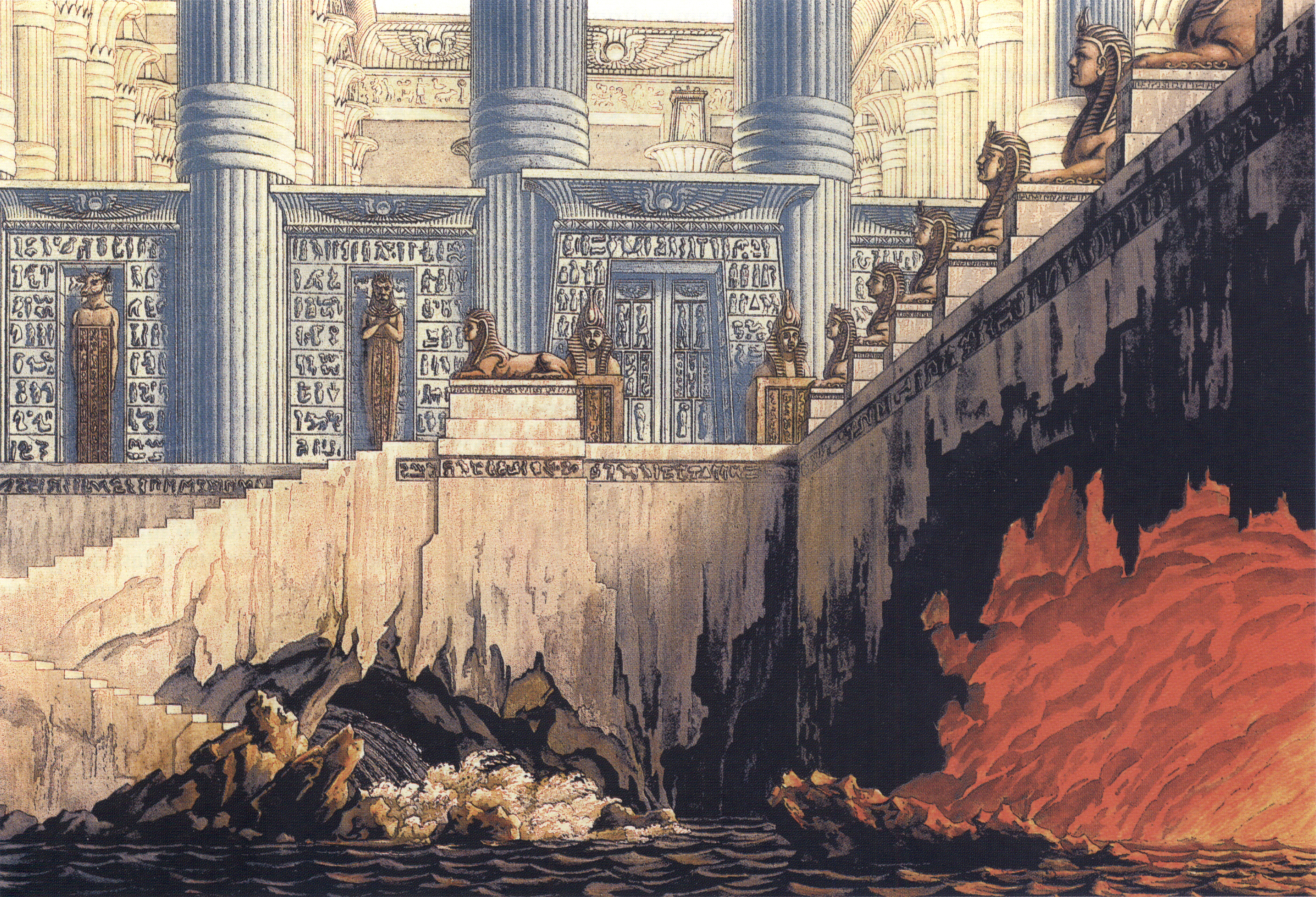
Scénographie, test du feu et de l'eau, par Karl Friedrich Schinkel, 1817.
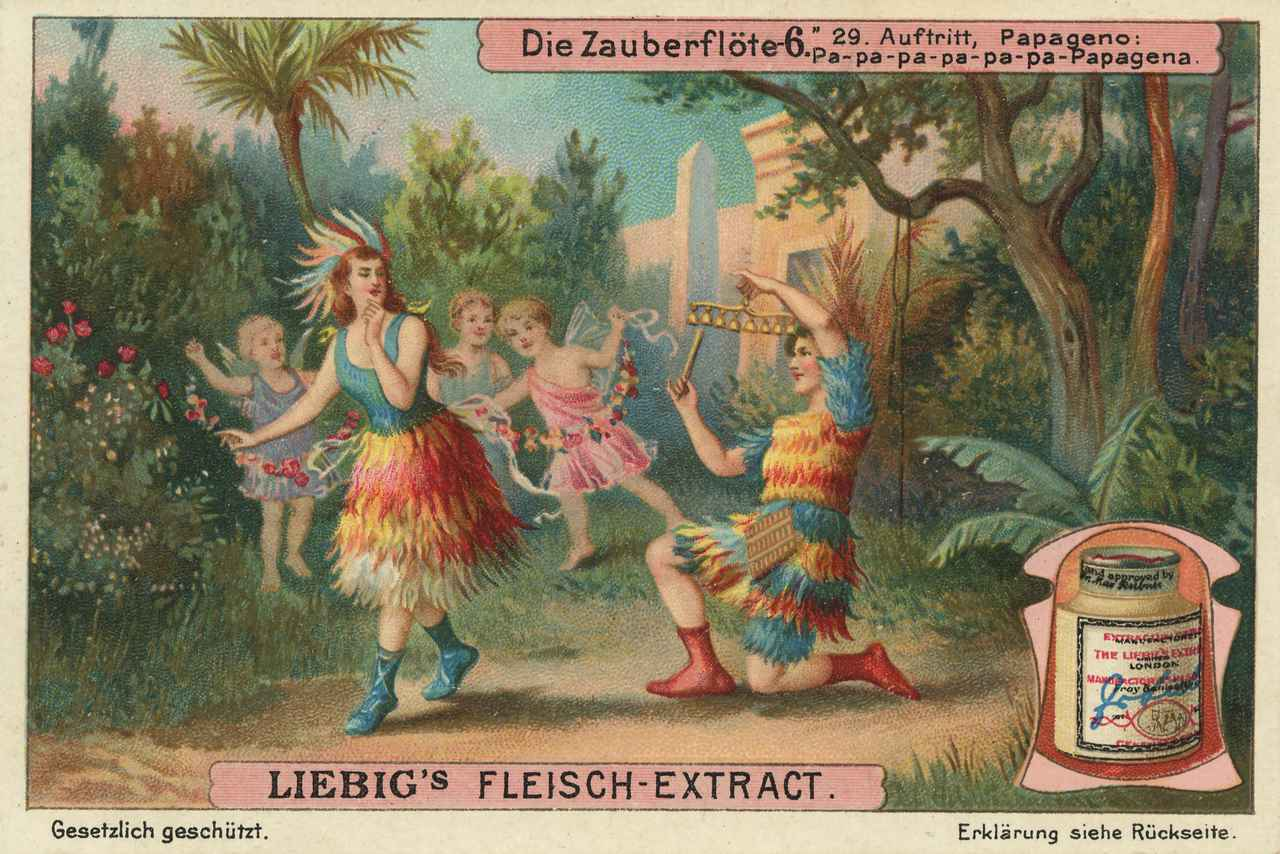
Papageno aspire également à une compagne, The Yorck Project: Image de collection Liebig, 1909.

### Cinéma
- La Flûte enchantée (1975) adaptation cinématographique chantée en suédois et réalisée par Ingmar Bergman.
- L'opéra imaginaire, (1993) série de courts métrages sur l'opéra: Du also bist mein Braütigam ?, Film de Raimund Krumme.
- La Flûte enchantée (2006) adaptation cinématographique chantée en anglais et réalisée par Kenneth Branagh.
- L'air de Papageno Ein Mädchen oder Weibchen fait partie de la bande sonore du film L'Ange bleu (1930) de Josef von Sternberg.
- Plusieurs airs ainsi qu'un extrait de l'ouverture se retrouvent dans la bande sonore du film Amadeus (1984) de Miloš Forman. Les paroles sont néanmoins traduites en anglais, en particulier pour l'air de Papageno Ein Mädchen oder Weibchen .
- En 1996, l'air O ew'ge Nacht, wann wirst du schwinden? figure dans la bande originale du long métrage Les Voleurs d'André Téchiné.
- L'air de Pamina Ach ich fühl's a été utilisé dans la musique du film Volte-face (1997) de John Woo.
- On retrouve un extrait de Der Hölle Rache kocht in meinem Herzen dans le film Insaisissables 2 sorti en 2016.
- On découvre le duo Papagena Papageno dans la série Chants fractals de l'artiste plasticien Jean-Claude Meynard. La musique de Mozart ainsi qu'un film sur le thème de Papagena Papageno sont intégrés dans l'œuvre de l’artiste via un QR code que l'on scanne.

### Littérature
- Johann Wolfgang von Goethe a esquissé une suite pour la Flûte enchantée (Die Zauberflöte Zweiter Teil).
- Une adaptation en comics a été réalisée par P. Craig Russell.
- Marion Zimmer Bradley en a tiré un livre intitulé La Princesse de la nuit.
- Le tome 36 de Cabane Magique s'intitule ainsi. Tom et Léa aident Wolfy à aimer la musique. Mais il n'est autre que Wolfgang Amadeus Mozart.

### Philosophie
- Georg Wilhelm Friedrich Hegel, Esthétique, 1818-1829
- Søren Kierkegaard, Ou bien... ou bien, 1843
- Georg Friedrich Daumer, (de) Aus der Mansarde, 1860-1862
- Wilhelm Dilthey, (de)Mozart. Figaro. Don Juan. Die Zauberflöte
- Ernst Bloch, (de) Die Zauberflöte und Symbole von heute, 1930
- Hans-Georg Gadamer, (de) Vom geistigen Laufe des Menschen, 1949

### Autres
- Jef Claerhout a réalisé une statue devant le théâtre municipal de Bruges.
- La Flûte enchantée, pièce de théâtre réalisée par Serge Sarve en 2005.
- Un fluto magico, pièce de théâtre de rue présentée au Festival d'Apricale en Italie, en août 2022.